# Therese van Oldenburg

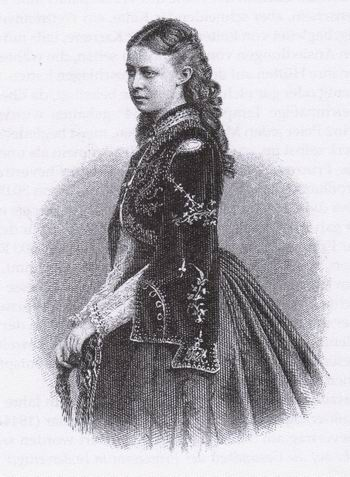
Therese van Oldenburg

Therese Frederika Olga van Holstein-Gottorp (Russisch: Тереза Петровна Ольденбургская, Teresa Petrovna Oldenburgskaja) (Sint-Petersburg, Rusland, 30 maart 1852 – aldaar, 19 april 1883), hertogin van Oldenburg, was een dochter van Peter van Oldenburg en diens echtgenote, Theresia van Nassau.
Ze trouwde op 12 mei 1879 met George Maksimilianovitsj van Leuchtenberg, een zoon van Maximiliaan van Leuchtenberg. Ze kregen één zoon: Alexander (1881-1942).
Therese stierf op 19 april 1883 op 31-jarige leeftijd te Sint-Petersburg.